# Claire Croiza
Claire Croiza, née le 14 septembre 1882 à Paris 1er et morte le 25 mai 1946 à Paris 16e, est une cantatrice mezzo-soprano française. Elle fut également un professeur de chant influent.

## Vie et carrière
Née Claire Connolly, elle est la fille d'un colonel américain, John Townsend Connolly (fils de Richard B. Connolly), expatrié d'origine irlandaise, et d'Annette Cornaglia. Enfant, elle excelle au piano et au chant. Elle reçoit d'abord un enseignement privé, puis suit des cours plus approfondis auprès du ténor polonais Jean de Reszke.
Elle tient son premier rôle à Nancy, en 1905, dans Messaline d'Isidore de Lara. En 1906, elle fait sa première apparition au Théâtre de la Monnaie à Bruxelles, le 7 mars 1910, comme Dalila dans Samson et Dalila de Camille Saint-Saëns. Commence une longue association avec l'opéra dans les rôles de Dido (Les Troyens de Berlioz), Clytemnestre (Elektra de Strauss), Erda (Wagner), Carmen (Carmen de Bizet), Léonor (La Favorite de Donizetti), Charlotte (Werther de Massenet) et Pénélope (Pénélope de Fauré). C'est encore comme Dalila qu'elle fait ses débuts en 1908 à l'Opéra de Paris.
Quoique bien établie professionnellement comme chanteuse d'opéra, elle poursuit sa carrière comme chanteuse de récitals et tout particulièrement de mélodies françaises, dont elle devient l'une des grandes interprètes. Elle possède une très grande maîtrise de la langue française ; sa prononciation, claire et naturelle, ne sacrifie en rien la beauté et le flux de ses prestations. Aussi plusieurs de ses contemporains la choisissent pour l'interprétation de leurs œuvres vocales, par exemple :
- Debussy (Le Lilas, Sérénade),
- Ravel (dans Shéhérazade),
- André Caplet (Détresse, 1918, Le Vieux Coffret, 1919, Ballades françaises, 1921, Hymne à la naissance du matin, 1921),
- Poulenc,
- Roussel (Le Bachelier de Salamanque, Ciel, air et vent, 1924, Réponse d'une épouse sage, Jazz dans la nuit, 1929),
- Darius Milhaud (Les Choéphores, 1927),
- Max d'Ollone (Solitude, 1921),
- Georges Martin Witkowski (Le Poème de la maison, 1919),
- Arthur Honegger (Six poèmes de Cocteau, 1924, Chanson, 1924),
- ainsi que des poètes comme Paul Valéry et Paul Claudel.

À partir de 1922, elle est professeur d'interprétation à l'École normale de musique de Paris. Elle fait aussi de nombreuses tournées à l'étranger, avec de fréquents passages à Londres où elle est très bien reçue. Elle crée en 1915 Le Jardin clos de Gabriel Fauré, puis en 1924 Le Miroir de Jésus d'André Caplet. À New York, interprète de Pâques de Honegger et de La Chanson de Ronsard en 1924, elle tisse des relations privilégiées avec Honegger, qui lui dédie Judith. Le 26 avril 1926, elle donne naissance à un fils, Jean-Claude, fruit de sa liaison avec Honegger. Le compositeur et la cantatrice ne se marient cependant pas.
Après 1934, elle enseigne au Conservatoire de Paris. Excellente pédagogue, elle a notamment comme élèves Janine Micheau, Suzanne Juyol, Yoshiko Furusawa, Betty Bannerman et les barytons Camille Maurane, Jacques Jansen et Gérard Souzay.
Pendant la Seconde Guerre mondiale, elle est membre du comité d'honneur du Groupe Collaboration, organisation favorable à la collaboration avec l'occupant nazi.

## Portraits

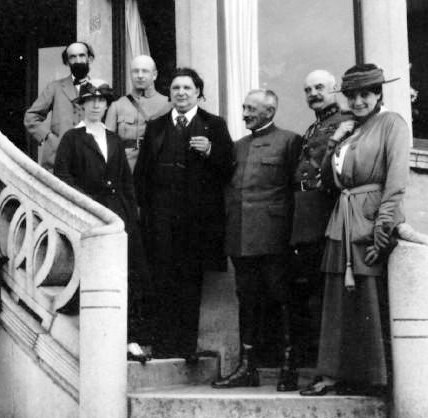
Avec Élisabeth en Bavière et Eugène Ysaÿe en 1916
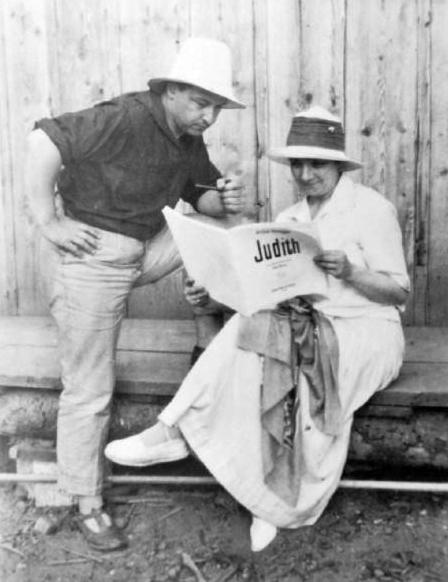
Avec Arthur Honegger en 1925
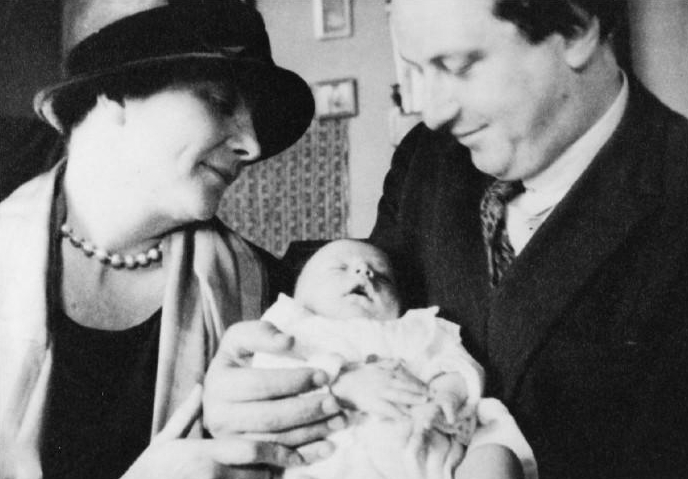
Avec Honegger et leur fils Jean-Claude en 1926
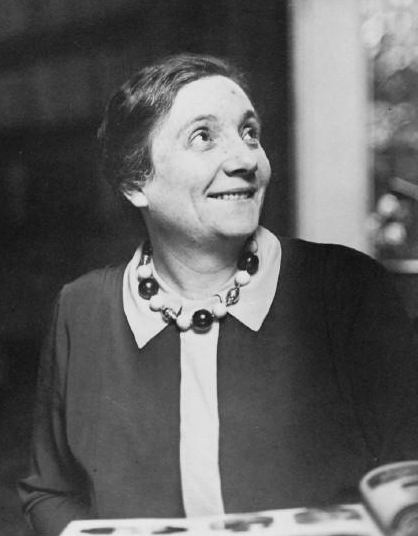
En 1931

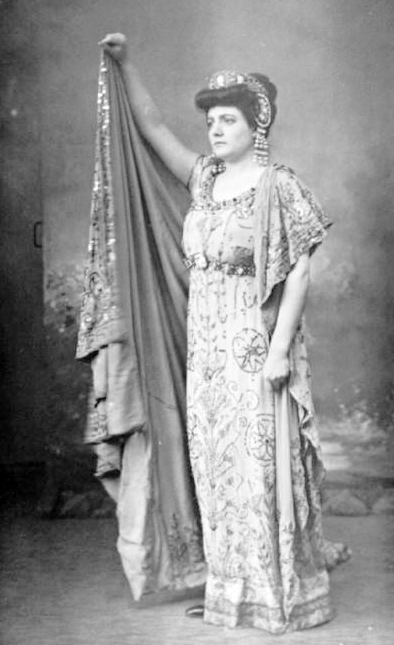
Dans Messaline d'Isidore de Lara en 1905
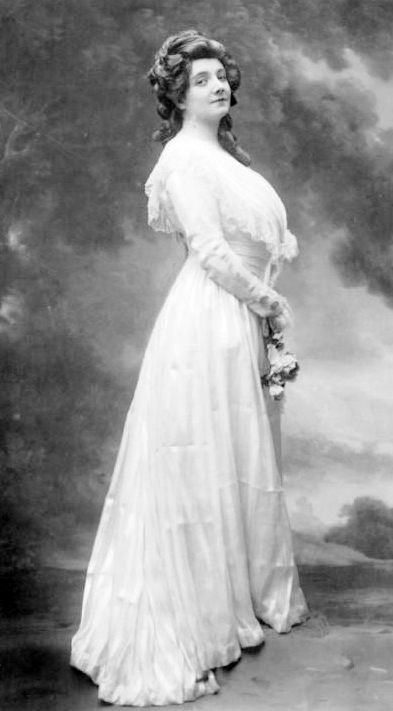
Dans Werther de Jules Massenet en 1907
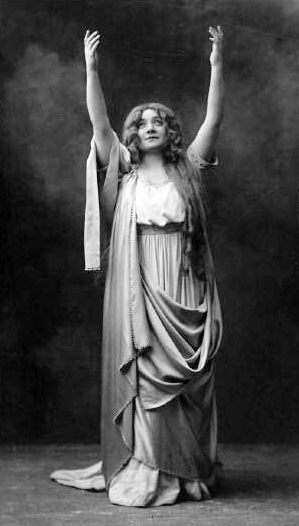
Dans Katharina d'Edgar Tinel en 1921
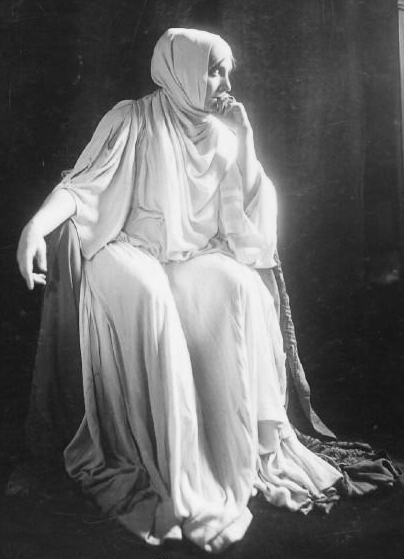
Dans Pénélope de Gabriel Fauré en 1926

## Discographie
- Champion of the Modern French Mélodie de Pierre de Bréville, André Caplet, Claude Debussy, Henri Duparc, Gabriel Fauré. Titres : Pelléas et Mélisande, Les berceaux, Le bestiaire (Cortège d'Orphée), L'invitation au voyage. Réf. Marston Record 2 CD
- Les Berceaux Op. 23/1 (Sully Prud'homme-Fauré), 1927 ([W]L684-1) D13034 Marston Record 2 CD
- Albert Roussel, 6 mélodies : Le Jardin mouillé, Invocation, Amoureux séparés, Light, Sarabande, Albert Roussel, piano (5 décembre 1928), Jazz dans la nuit, Georges Reeves, piano (25 juin 1930) - CD Erato 2019